# Rotarit
Rotarit o Rotharit (... – Torino, 702) è stato un duca longobardo, ultimo duca di Bergamo.
Era membro della dinastia degli Arodingi.
Nel 700, quando divampò la lotta per la successione del re appena scomparso, Cuniperto (a cui era fedele), si schierò a favore del figlio di quest'ultimo, Liutperto (ancora minorenne), e del suo tutore Ansprando. A opporsi era il duca di Torino Ragimperto, figlio di Godeperto e dunque anche lui esponente della dinastia regnante Bavarese. Lo scontro si risolse con una battaglia, combattuta a Novara agli inizi del 701, che vide Rotarit e il suo alleato Ansprando soccombere. Ragimperto, sostenuto dai Longobardi di Neustria (come all'epoca era chiamata la regione nord-occidentale del regno) salì sul trono e immediatamente si associò il figlio, il futuro Ariperto II.
Alla morte di Ragimperto, avvenuta pochi mesi dopo la battaglia di Novara, Rotarit e Ansprando imprigionarono Ariperto II e riportarono sul trono Liutperto. Ariperto, tuttavia, riuscì a fuggire e l'anno successivo (702) sconfisse a Pavia i protettori di Liutperto, depose e fece imprigionare il giovane re. Rotarit, rientrato a Bergamo, si proclamò re ma venne sconfitto dopo un assedio, dapprima a Lodi e poi a Bergamo, da Ariperto che, dopo avergli fatto radere la barba e la testa in segno di massimo spregio, lo trasferì a Torino dove lo fece uccidere (702).